# San Tomaso Agordino
San Tomaso Agordino es una localidad y comune italiana de la provincia de Belluno, región de Véneto, con 812 habitantes.

## Evolución demográfica
| Gráfica de evolución demográfica de San Tomaso Agordino entre 1861 y 2001 |
|                                                                           |
| Fuente ISTAT - elaboración gráfica de Wikipedia                           |